# 高綽
高 綽（こう しゃく、556年5月29日（天保7年5月5日） - 574年（武平5年））は、中国の北斉の皇族。南陽王。武成帝の長男。母は李夫人。字は仁通。

## 経歴
高綽は5月5日の辰の刻に生まれ、午の刻に高緯（後主）が生まれた。生母の李夫人が正妻ではなかったため、武成帝は高綽を第二子として扱った。高綽は最初の名を融といい、字を君明といった。漢陽王に封ぜられた後、564年に南陽王に改封された。
高綽は十数歳で、晋陽の留守をつとめた。ペルシアの犬を愛玩したため、尉破胡がこのことを諫めたが、高綽は怒って数匹の犬を殺し、暴れ回ったので、尉破胡は驚いて逃げ、二度と諫めようとはしなかった。568年、司徒となった。冀州刺史に転じた。人を裸にするのを好み、獣の様にうずくまらせて、犬に食わせた。定州に左遷され、井戸の水を汲んで池をつくり、楼閣の上から人を飛び込ませた。忍び歩きを好み、狩猟遊びに明け暮れた。ある母親が乳児を抱えて道にいたが、高綽を見ると草むらに隠れた。高綽は隠れた母親の乳児を飼っているペルシア犬に奪わせた。母親が泣き叫んだので高綽は怒り、犬をけしかけて母親を襲わせようとしたが、犬が従わないので、乳児の血を塗りつけた母親を犬に食わせた。
後主がこのことを聞くと、高綽に鎖をかけて行在に連行させた。やってくると、高綽を許した。後主が高綽に州にあって何が最も楽しかったかと問うと、高綽は「多くの蠍を取って蛆と混ぜてみるのが、楽しかった」と答えた。後主はその夜に蠍を一斗用意し、翌朝には二三升ごとに分け、宮中各所の風呂桶の中に入れておいた。使用人たちが裸で風呂に入ろうとすると、絶叫がひびいて宮中がひっくりかえった。後主は高綽とともにそのさまをのぞき見ると、笑い転げてやまなかった。後主は「このように楽しいことを、どうして早く奏聞しなかったのか」と高綽に言った。高綽はこのため後主に愛され、大将軍に任ぜられ、朝に夕にふたりで戯れた。574年、韓鳳がふたりを引き離そうとして、高綽は斉州刺史に任ぜられることになった。出発しようとしたとき、韓鳳が高綽の謀反を誣告し、「これは国法を犯したもので、赦すことができない」と奏上した。後主は公開で処刑するのに忍びなく、高綽と寵愛する胡人の何猥薩に後園で相撲を取らせ、高綽を縊り殺させた。遺体は興聖仏寺に埋められた。
死後400日あまりたっても遺体の顔色や毛髪は生きているかのようだったと伝えられ、俗に5月5日に生まれた者の脳は壊れないと言われた。北斉が滅ぶと、高綽の妃の鄭氏が北周の武帝の寵愛を受け、高綽の改葬を願い出た。このため永平陵の北に葬られた。

## 伝記資料
- 『北斉書』巻12 列伝第4
- 『北史』巻52 列伝第40